# WTCコートランド駅
WTCコートランド駅 (WTCコートランドえき、WTC Cortlandt) は、ニューヨーク市地下鉄IRTブロードウェイ-7番街線の駅である。マンハッタン区フィナンシャル・ディストリクトのワールド・トレード・センター内のかつてグリニッジ・ストリートとコートランド・ストリートの交差点があった場所に位置し、1系統が終日停車する。
駅はインターボロー・ラピッド・トランジット (IRT) により建設され1918年7月1日にコートランド・ストリート駅 (Cortlandt Street) として開業した。その後ワールド・トレード・センターが建設された1960年代に改装が行われた。この時に駅の上を通っていたコートランド・ストリートはワールド・トレード・センター建設のために撤去されている。2001年9月11日、アメリカ同時多発テロが発生しワールド・トレード・センターが崩落、建物のほぼ真下に位置した当駅は甚大な被害を受け営業が休止された。路線自体は2002年に運行が再開されたが、ニューヨーク・ニュージャージー港湾公社はパストレインの終着駅となっており早期の復旧が望まれたワールド・トレード・センター駅の再建に追われ、途中駅であった当駅の再建は2015年まで延期された。その後、1億5800万ドルの費用をかけ駅は再建され、2018年9月8日にWTCコートランド駅と駅名を改め営業が再開された。
駅からはパストレインワールド・トレード・センター駅のほか、連絡通路経由でBMTブロードウェイ線コートランド・ストリート駅、更にコートランド・ストリート駅から地下鉄乗換通路経由でIND8番街線・IRTブロードウェイ-7番街線チェンバーズ・ストリート-ワールド・トレード・センター/パーク・プレイス駅に、デイ・ストリート連絡通路・フルトン・センター経由でIND8番街線・IRTレキシントン・アベニュー線・IRTブロードウェイ-7番街線・BMTナッソー・ストリート線フルトン・ストリート駅に接続している。

## 歴史

### 初期の歴史
IRTブロードウェイ-7番街線のシャトル列車は1917年6月3日にタイムズ・スクエア-42丁目駅から34丁目-ペン・ステーション駅まで運行区間を延長した。その後1918年7月1日に運転区間をサウス・フェリー駅まで延長し、この時に当駅はコートランド・ストリート駅 (Cortlandt Street) として開業した。新しい"H"システムが1918年8月1日に導入され、タイムズ・スクエア-42丁目駅以北を走行する全てのIRTブロードウェイ-7番街線列車はサウス・フェリー駅方面行きとなり、42丁目駅から分岐しグランド・セントラル駅へ向かっていた列車は現在の42丁目シャトルとなり、両駅間の往復運転となっている。
1965年、駅の上を通っていたコートランド・ストリートはワールド・トレード・センターの建設のために撤去された。このため、当駅はコートランド・ストリートという駅名ながらコートランド・ストリートに出ることができなくなった。1965年と1966年には駅ホームの有効長を10両へ延ばす延長工事が行われた。この時に古いタイルとスクワイア・ジョゼフ・ビッカース作のモザイク装飾は撤去され、新しい黄褐色のレンガに置き換えられた。なお、モザイク装飾の1つはニューヨーク交通博物館に保存されている。
1980年代、地下鉄システム全体のサービスレベルが全盛期である1910年代より大幅に下がった際、メトロポリタン・トランスポーテーション・オーソリティは当駅に新しい時刻表を設置した。古い時刻表や路線図は不正確であったため撤去された。
1993年2月26日、ワールド・トレード・センター爆破事件の影響で列車は当駅を迂回している。2001年9月11日のアメリカ同時多発テロの直前、コートランド・ストリート駅は1日当たり19,446人の乗客が利用していた:8C-3。

### アメリカ同時多発テロ
2001年9月11日、アメリカ同時多発テロが発生しワールド・トレード・センターのビル2棟が崩落、路線のトンネルが地下40フィート（12メートル）と比較的浅い場所に位置していたのでビル崩落の衝撃を大きく受け、駅のスチール製I形梁が潰れて荷重を支えきれなくなったため天井が崩落し、線路とホームを瓦礫が覆い尽くした。このためIRTブロードウェイ-7番街線はチェンバーズ・ストリート駅以南が不通となった。
この後2つの再建プランが検討された。1つ目は崩落箇所を復旧した上で今まで通りの運行を再開するプラン、2つ目は比較的テロによる被害の少なかったチェンバーズ・ストリート駅南から分岐しボロー・ホール駅へ向かっている2系統と3系統が使用している線路を使い、この線路はサウス・フェリー駅を通らないため分岐線を建設しサウス・フェリー駅へ繋げるプランであった。最終的に1つ目の既存の線路を使う案が採用され、南のレクター・ストリート駅とサウス・フェリー駅への運行を再開するため当駅は崩落を免れた部分も含め全て解体され、ホームがあった場所にはトンネル壁面が作られた。これにより完全に破壊されたトンネルと線路575フィート（175メートル）を含む計975フィート（297メートル）のトンネルと線路の再建が終了した。レクター・ストリート駅とサウス・フェリー駅の営業は再開されたが、コートランド・ストリート駅は完全に閉鎖され再建はされなかった。
最終的には、コートランド・ストリート駅はワールド・トレード・センター再建プロジェクトの一環として再建されることになった。駅はワールド・トレード・センターに最も近い地下鉄駅であったことなどからこの地区における重要な駅であり、恒久的な閉鎖は不可能であった。再建にあたりニューヨーク市知事はブロードウェイ-7番街線の運行を取り止めずに再建を行おうとしたが、ニューヨーク・ニュージャージー港湾公社のチーフエンジニアなどは再建を行うには地下鉄の構造を支えなければならず、電車を動かしたまま再建を行うのは難しくコストが嵩むため再建中は電車の運行を取り止めるように説得した。結局電車の運行は2002年9月15日に再開した。
当駅の出口の1つであったビージー・ストリートの階段は、ワールド・トレード・センターの崩落後も残っており、生存者の階段 (Survivr stairs) として知られるようになった。階段は2008年7月にナショナル・セプテンバー11メモリアル&ミュージアムに移された。

### 再建と遅延
2007年、ニューヨーク・ニュージャージー港湾公社はパストレイン ワールド・トレード・センター駅の再建での環境への影響に関する声明においてコートランド・ストリート駅は2009年頃に営業再開するものと見込まれていた:8C-16。2008年10月、港湾公社はコートランド・ストリート駅の再建に関するMTAとの合意に達したと報告書に述べた。MTAは、港湾公社に建設プロセスを効率的にするためワールド・トレード・センター駅付近の地下街の再建と共に再建を行うよう求めた:50。港湾公社は2010年第2四半期までにトンネル構造の基盤となる掘削を完了し、第3四半期中にコートランド・ストリート駅の再建を開始する予定であった:50。2010年第2四半期のレポートには、港湾公社はトンネル構造建設のための掘削がほぼ完了しており、2010年第3四半期中にコートランド・ストリート駅の再建が開始されると発表された。駅の仕上げは2011年第2四半期に開始する予定で:50、2011年9月に駅の中二階とホームで作業が開始された。
再建工事中、建設従事者を列車から保護するためにホームの線路側は壁で覆われていた。ワールド・トレード・センター跡地に新しいワールド・トレード・センターが建った時、ワールド・トレード・センター周辺地区開発者が撤去されていたコートランド・ストリートを再度敷設しコートランド・ストリート駅にコートランド・ストリートが接続するようになった。
誰が改装費用を支払うかについて港湾公社とMTAとの間で揉め、営業再開は2014年から2018年に延期された。2013年に港湾公社は駅を再建する契約を結んだ。2015年2月、港湾公社とMTAは駅を仕上げることに合意した。2015年5月から2018年にかけて、コートランド・ストリート駅の位置するブロードウェイ-7番街線チェンバーズ・ストリート駅以南は断続的に閉鎖された。これにより駅の仕上げやタイル、照明の設置などの再建工事が再開された。
2015年にMTAは再建計画の主導権を握った。しかし2017年1月、MTAの独立したエンジニアは工事請負会社との意見の相違により、駅の再開が延期する可能性があると述べた。当時、MTAは1ヶ月につき80万ドルを再建プロジェクトに費やしていたが、2018年8月に予定された営業再開日に間に合わせるためには、現状の4倍の資金を費やす必要があった。駅の再建にあたり発生する費用は当初1億100万ドルと見込まれたが、最終的には1億8100万ドルとなった。エレベーター、線路内立入検知システム、火災報知器、ヘルプ・ポイント、監視カメラ、カウントダウン時計、空調、ADAに準拠した新しい入口が建設されたほか、アン・ハミルトンによる100万ドルのアートワークが駅に設置された。
2018年4月、いくつかのニュースソースはコートランド・ストリート駅の営業再開が2018年10月になる可能性があると報じた。6月までに、駅構内の電気配線の設置が完了し、建築の仕上げと回転式改札機、エレベーター、エスカレーターの設置が行われた。また、"World Trade Center"と書かれた駅名標は2018年8月までにホーム壁面に設置されていた。2018年9月7日、いくつかのニュースソースは駅が翌日に営業を再開すると報じた。その後、駅は実際に翌日の2018年9月8日に式典を行い営業を再開した。新しい駅名である"WTCコートランド駅"という名前は、ワールド・トレード・センターの最寄駅であることと元の駅名であるコートランド・ストリート駅に敬意を表し2つを合わせた駅名となった。

## 駅構造
| G                       | 地上階                                                                | ビージー・ストリート、ウェスト、ブロードウェイ、グリニッジ・ストリート、セプテンバー11メモリアル＆ミュージアム |
| B1 上層コンコース       | 相対式ホーム、右側ドアが開く                                          | 相対式ホーム、右側ドアが開く |
| B1 上層コンコース       | ブロードウェイ線北行                                                  | ← フォレスト・ヒルズ-71番街駅行き (シティ・ホール駅) ← ディトマース・ブールバード駅行き (シティ・ホール駅) |
| B1 上層コンコース       | ブロードウェイ線南行                                                  | → ベイ・リッジ-95丁目駅行き (レクター・ストリート駅) → → 平日：ホワイトホール・ストリート-サウス・フェリー駅行き (レクター・ストリート駅) → → 深夜帯：コニー・アイランド-スティルウェル・アベニュー駅行き (レクター・ストリート駅) → |
| B1 上層コンコース       | 相対式ホーム、右側ドアが開く                                          | |
| B1 上層コンコース       | バルコニー                                                            | ウェストフィールド・ワールド・トレード・センター 下層コンコースのエレベーター、エスカレーター、階段 |
| B1 上層コンコース       | 西コンコース・バルコニー                                              | 店舗、ブルックフィールド・プレイスへの連絡通路 |
| B1 上層コンコース       | 相対式ホーム、右側ドアが開く                                          | |
| B1 上層コンコース       | 7番街線北行                                                           | ← ヴァン・コートラント・パーク-242丁目駅行き (チェンバーズ・ストリート駅) |
| B1 上層コンコース       | 7番街線南行                                                           | → サウス・フェリー駅行き (レクター・ストリート駅) → |
| B1 上層コンコース       | 相対式ホーム、右側ドアが開く                                          | |
| B2 下層コンコース       | 地下鉄間連絡通路                                                      | 系統の列車 (チェンバーズ・ストリート-ワールド・トレード・センター駅) 系統の列車 (フルトン・センター経由) |
| B2 下層コンコース       | 地下鉄連絡通路                                                        | メトロカード券売機、ブロードウェイ線ホームへの連絡通路 |
| B2 下層コンコース       | ウェストフィールド・ワールド・トレード・センター                      | 店舗、ブース |
| B2 下層コンコース       | 地下鉄連絡通路                                                        | メトロカード券売機、7番街線ホームへの連絡通路 |
| B3 メザニン             | パストレイン改札口                                                    | パストレイン用券売機 |
| B3 メザニン             | 西コンコース                                                          | 店舗、ブルックフィールド・プレイスへの連絡通路 |
| B4 パストレインのホーム |                                                                       | |
| 1番線                   | ← HOB–WTC ラッシュ時：ホーボーケン駅行き (エクスチェンジ・プレイス駅) | |
| 島式ホーム (ホームA)    |                                                                       | |
| 2番線                   | ← HOB–WTC ホーボーケン駅行き (エクスチェンジ・プレイス駅)             | |
| 3番線                   | ← HOB–WTC ホーボーケン駅行き (エクスチェンジ・プレイス駅)             | |
| 島式ホーム (ホームB)    |                                                                       | |
| 4番線                   | ← NWK–WTC ニューアーク・ペン駅行き (エクスチェンジ・プレイス駅)       | |
| 島式ホーム (ホームC)    |                                                                       | |
| 5番線                   | ← NWK–WTC ニューアーク・ペン駅行き (エクスチェンジ・プレイス駅)       | |
| 単式ホーム (ホームD)    |                                                                       | |

開業当初の駅はグリニッジ・ストリートとコートランド・ストリートの交差点がかつて位置した場所に建設された。相対式ホーム2面と線路2線を有した2面2線の地下駅で、1965年の駅改装工事前は、スクワイア・ジョゼフ・ヴィッカースによるモザイク装飾が南北ホームの壁に沿って設置されていた。ホーム上には等間隔に赤色の柱が立っており、ニューヨーク市地下鉄標準の黒地に白で駅名が書かれた駅名標が設置されていた。駅名標に書かれた駅名は"Cortlandt Street"と"World Trade Center"の2つがあり、交互に設置されていた。
再建された駅は、元の駅と同じ場所、グリニッジ・ストリートの下にある。駅は元の駅と同じく2面2線で地面から20フィート（6.1メートル）下に位置する。ホームには灰色の柱が立っており、"WTC Cortlandt"と書かれた駅名標が設置されており、ホーム壁面には"World Trade Center"と書かれた駅名標が設置されている。ホーム北端に南北ホームを結ぶ連絡通路があり、駅には空調も設置されている。
駅には2018年にアン・ハミルトンにより100万ドルをかけて製作されたアートワーク、『CHORUS』が設置されている。これは駅ホーム壁面のほぼ全体に渡って浮き彫りに書かれた文章からできており、文章は世界人権宣言やアメリカ独立宣言をはじめとするいくつかの文書から取られている。

### 出口

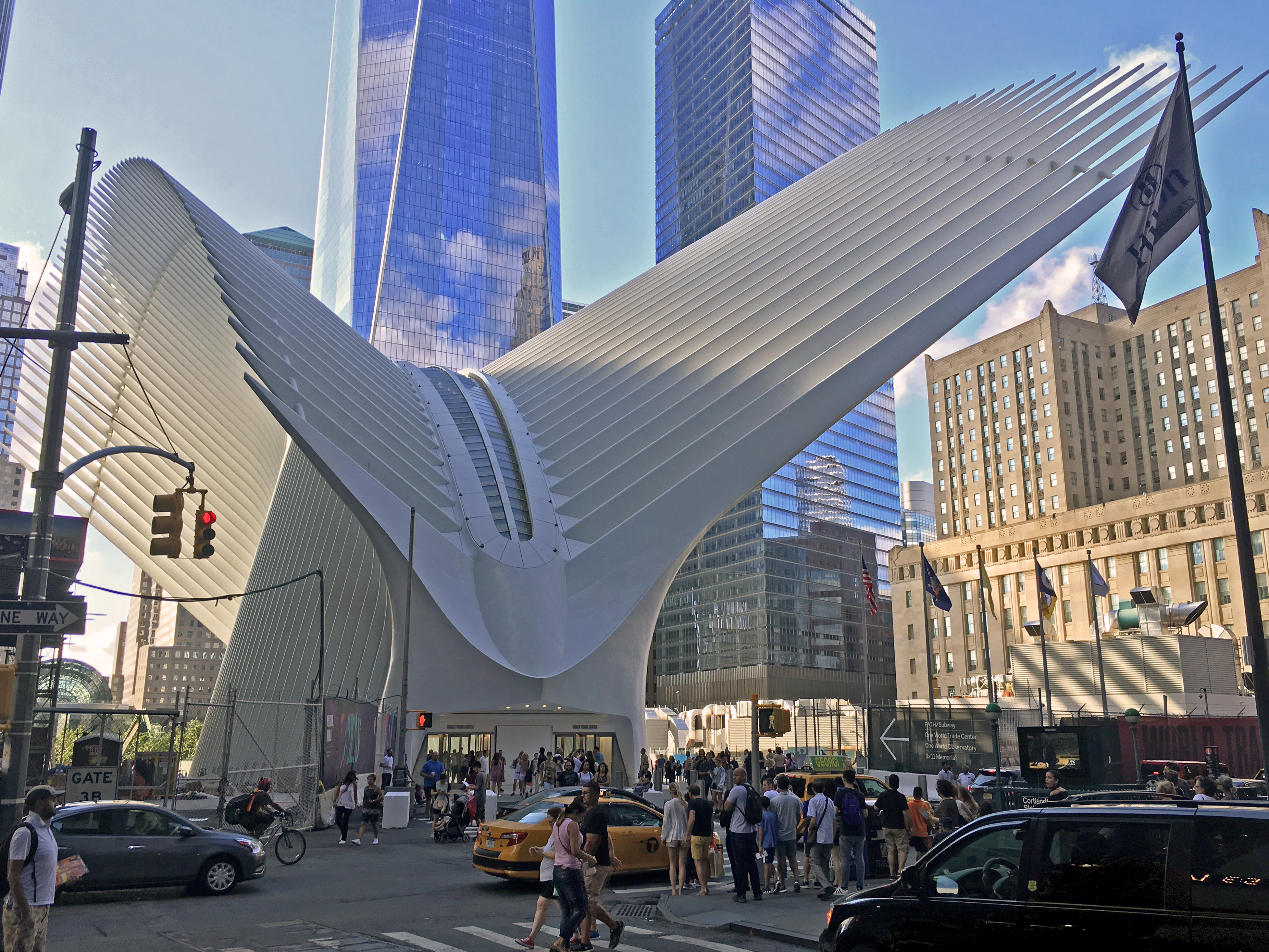
パストレイン ワールド・トレード・センター駅本屋"オキュラス"

再建された駅は地下鉄コートランド・ストリート駅、チェンバーズ・ストリート-ワールド・トレード・センター/パーク・プレイス駅、フルトン・ストリート駅とパストレインワールド・トレード・センター駅に接続している。当駅はパストレインワールド・トレード・センター駅の駅本屋として知られる"オキュラス"の西側に位置している。駅には計4つの出入口が接続している。駅の北端と南端にある2つの出入口からは地下鉄からパストレインの駅に直接アクセスでき、北行ホームはオキュラス上層バルコニーおよび南コンコースへも接続している。駅はADAに準拠しており、ビージー・ストリートからのエレベーターが南行ホームに接続している。また、既存の地下街へのエレベーターを利用することもでき、新たに設置されたエレベーターが南北ホーム間連絡通路へ接続している。
2001年9月11日まで、駅の終日開いている改札口は駅の北端、ビージー・ストリートとウェスト・ブロードウェイの交差点付近に位置し、回転式改札機が設置されていた。この改札口のきっぷ売り場は、駅の最後の残骸が2007年に撤去されるまでそのまま残っていた。ワールド・トレード・センター・コンコースへは、南北ホームの中央付近にある回転式改札機の設置された改札口から接続しており、平日の午前6時40分から午後10時の間のみ開かれていた。また、駅の南端には4 ワールド・トレード・センターを経由してリバティー・ストリートへ出ることができた。